# براندون بويكن
براندون بويكن (بالإنجليزية: Brandon Boykin)‏ هو لاعب كرة قدم أمريكية أمريكي، ولد في 13 يوليو 1990 في فايتيفيل في الولايات المتحدة.

## وصلات خارجية
- براندون بويكن على موقع مرجع كرة القدم المحترفة.كوم (الإنجليزية)